# Polače

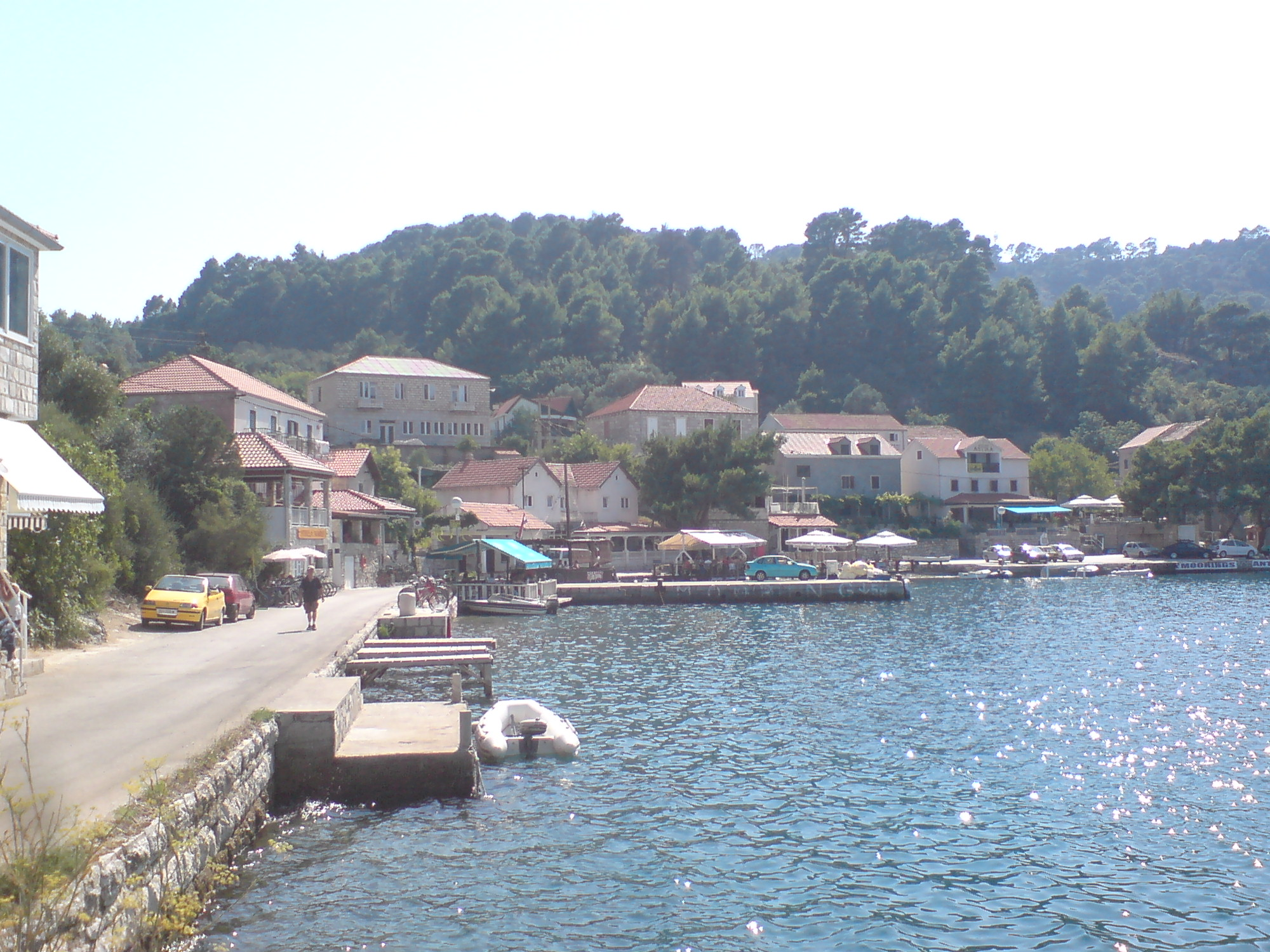
Polače

Polače (italsky Porto Palazzo) je vesnice a přímořské letovisko v Chorvatsku v Dubrovnicko-neretvanské župě, spadající pod opčinu Mljet. Nachází se na západě ostrova Mljet. V roce 2011 zde žilo celkem 113 obyvatel.
Vesnice je napojena na silnici D120. Sousedními vesnicemi jsou Babino Polje, Blato, Goveđari, Kozarica a Ropa.